# Alphonse Bongnaim
Alphonse Bongnaim là cầu thủ người Vanuatu chơi ở vị trí hậu vệ.